# Tigerlilja
Tigerlilja (Lilium lancifolium) är en art i familjen liljeväxter. Förekommer naturligt i Östra Kina, Korea och Japan på gräsmarker med humusrik jord på 400-2500 meters höjd.
Flerårig ört med klotformad lök, 4-10 cm i diameter. Lökfjällen är vita eller gulvita. Stjälkar 40-100 cm med stjälkrötter och korta, vita borsthår. Blad strödda, skaftlösa, lansettlika, 3-18 × 0,5-2 cm, vitulliga. Bulbiller bildas i de övre bladvecken. Blommor 3-20 i en klase, horisontella eller nickande, till 15 cm i diameter. Kalkbladen är tillbakarullade, orange till gula med purpur prickar. Nektarier med papiller. Blommar i juli-augusti.
Löken är ätlig och odlas i Kina. Arten har använts i många moderna hybrider.

## Varieteter
- var. lancifolium - blommor orange med sparsam behåring. (Lilium tigrinum Ker-Gawler, 1810).
- var. flaviflorum Makino, 1933 Gul tigerlilja - blommor citrongula. Diploid. (Lilium tigrinum var. flaviflorum  (Makino) Stearn)
- var. fortunei (Standish) V.A.Matthews. Sen tigerlilja - blommor laxorange, växten är täckt av ulligt hår.
- var. splendens (van Houtte) V.A.Matthews., 1870. Stor tigerlilja - större och mer robust, steril triploid. De flesta plantor i Europa tillhör denna varietet. Borde kanske ges kultivarstatus, snarare a varietet. (Lilium tigrinum var. splendens van Houtte).

## Sorter
- 'Flore Pleno' (E.A.Regal 1870) - är fylldblommig och saknar ståndare.
- 'Folis Variegatis' (1873) - har vitbrokiga blad.
- 'Malmo' (E.L.Kline 1939-40) - klart eldröda blommor. Den är en selektion av sen tigerlilja.

## Hybrider
- Lilium ×manglesii är hybriden med brandlilja (L. bulbiferum).